# Gérard Gustin
Pour les articles homonymes, voir Gustin.
Pour son fils, le chanteur et l'acteur, voir G. G. Junior.
Gérard Gustin, né à Nice le 10 février 1930 et mort à Cannes (Alpes-Maritimes) le 20 mai 1994, est un pianiste de jazz, compositeur de jazz et variété, arrangeur et chef d'orchestre français.

## Biographie
Gérard Gustin commence l'étude du piano à l'âge de neuf ans pour intégrer le Conservatoire de Nice à 15 ans, en 1945. Dès l'adolescence, il a une véritable révélation avec la découverte des grands musiciens de jazz que sont  Charlie Parker, Dizzy Gillepsie, Bud Powell et, plus tard, John Lewis et Tadd Dameron. Leur influence est telle qu'elle détermine le cours de sa carrière et dès sa sortie du Conservatoire l'été 1948, Gérard Gustin joue, avec différents orchestres et formations, l'été dans le sud de la France et l'hiver à Mégève. C'est une expérience pleine de rencontres enrichissantes qui l'aident à affirmer son jeu et la diversité de ses talents qui lui permettra de mener plusieurs carrières en parallèle.
En 1950, accompagné de Gilbert Gassin à la contrebasse et de Sacha Distel à la guitare, il crée le Trio Gérard Gustin. Dans la mouvance Modern Jazz - Utreger, Solal, Aravanitas - alors émergente en France, le Trio enregistre un album éponyme au milieu des années 1950, entièrement composé par Gérard Gustin, avec Sacha Distel à la guitare. Très remarqué par tous les grands musiciens de jazz et la presse spécialisée, il se voit alors ouvrir les portes des meilleurs club de jazz de Paris, Club Saint-Germain, Le Chat qui pêche, etc. Le Trio se produit alors dans tous les clubs de Saint-Germain des Prés et les enregistrements de cette période sont présents sur de nombreuses compilations.
Dans le même temps, régulièrement et pendant  plusieurs années Gérard Gustin rejoint l'orchestre d'Aimé Barelli avec lequel il accompagne au piano les plus grands interprètes internationaux du moment : Sammy Davis, Jr., Frank Sinatra, Nat King Cole ou encore Shirley Temple.
Le milieu des années 50 est, pour Gérard Gustin, le point de départ d'une nouvelle vie : il épouse Nelly Perrier, chanteuse, qui donne naissance à leur fils, G. G. Junior en 1957. C'est aussi le point de départ d'une carrière extrêmement féconde, marquée de très nombreux enregistrements et compositions, en son nom mais aussi sous de nombreux alias : Hubert Clavecin et ses rythmes, Esperanza Gustino et son orchestre, Perez Pilar, Bill Wichita, Dick Patton.
Tout au long de sa carrière, Gérard Gustin a multiplié les collaborations dans des domaines très variés. Le musicien, compositeur et chef d'orchestre fait, en effet, preuve d'une singulière capacité d'adaptation ; il compose beaucoup pour le jazz mais aussi beaucoup pour la variété française ou la chanson populaire. La palette de ses compositions s'étend de Aquarius, album pour et avec Stéphane Grappelli Quartet à Tata Yoyo pour Annie Cordy en passant par Dansons la Bostella avec Honoré Bostel et Sacha Distel, ou encore la comédie musicale, les génériques d'émissions télévisées ou encore la musique de films. Ses collaborations avec Sacha Distel et avec Stéphane Grappelli, initiées au début des années 50 et scellées par l'amitié ont perduré jusqu'à sa fin prématurée.
Durant plus de quatre décennies, Gérard Gustin sera présent dans la plupart des courants musicaux émergents. Dès les années 50, il expérimente le Modern Jazz et il a, jusqu'à la fin, conservé cette âme de "chercheur" musical, multipliant les prestations, concerts et tournées, avec "la crème" des musiciens de jazz.
Remarqué par Chet Baker, il intègre en 1955 le Chet Baker Quartet, le temps d'enregistrer les volumes 1 et 2 de Chet in Paris.
A la fin des années 50, il enregistre plusieurs 33 tours avec une nouvelle formation : Gérard Gustin and his Quartet, toujours avec Sacha Distel à la guitare. Son entrée dans la variété française, comme compositeur, se fait grâce à Sacha Distel qu'il accompagne dans ses tournées et qui lui confiera plus tard - de 1963 à 1971 - la direction musicale de son émission télévisée hebdomadaire Le Sacha Show.
Au début des années 60, toujours avec Sacha Distel, et bien sûr Honoré Bostel, Gérard Gustin sera à l'origine de La Bostella qui a fait les heures de gloire du Club le plus couru de Paris, Castel.

### De 1960 à 1995
Les décennies suivantes, en sus de ses nombreuses tournées en formations jazz, et pendant que le public et la presse spécialisée salue tour à tour les prestations ou albums de chacun de ses groupes, Gérard Gustin, sous l'un ou l'autre de ses alias avec orchestre, intervient très souvent lors d'enregistrements ou d'émissions télévisées. Il est également très présent dans la variété et la chanson populaire pour des interprètes très variés, ou encore dans la comédie musicale, comme compositeur ; 450 titres sont recensés à la Bibliothèque Nationale de France. Il a également signé plusieurs indicatifs radio ou génériques d'émissions télévisées très en vogue dans les années 80.
Parmi ces 450 titres, on peut remarquer une contribution très importante à l'œuvre discographique de Sacha Distel, pour qui il a notamment composé Monsieur Cannibale, L'Incendie à Rio en 1966, La bonne humeur en 1968, et à nombre de chansons à succès d'Annie Cordy - Tata Yoyo, Boing Boing, Cadichon, générique d'une série animée sur Canal +, Nini Pompon ou la comédie musicale Envoyez la musique.

## Formations
- 1950 : Trio Gérard Gustin : Gérard Gustin, piano, Sacha Distel, guitare, Gilbert Gassin, contrebasse.
- 1958 : Gérard Gustin and his quartet
- 1980 : création du Stéphane Grapelli Quartet avec Gérard Gustin, piano, arrangements et direction, Armand Cavallaro, percussions, Jack Sewing, basse, . Et en formation Quintette avec Pierre Cullaz à la guitare
- 1990 : Onztet Gérard Gustin ; Michel Barrot, François Chassagnite et Nicolas Pettier, trompettes ; Bernard Camoin, Lucien Deleuil, trombones ; Guy Lopez, alto, Tony Pagano, ténor, Jean-Jacques Illouz, baryton, saxophones ; Michel Zenino, contrebasse, ; Bruno Ziarelli, batterie ; Gérard Gustin, piano et arrangements.
- 1995 : Modern Gustin Trio :  Bruno Rousselet, basse, Pascal Riou, batterie

Sa discographie, encore incomplète car en cours de récolement, atteste sa riche carrière et ses multiples talents.

## Discographie
- 1955 - "Chet in Paris", volumes 1 et 2, Chet Baker Quartet
- 1958 - "Music for me and my Gal", album, Gérard Gustin and his quartet
- 1959 - "Musique pour un bar", album, Gérard Gustin and his quartet
- 1961 - "Aimez-vous Brahms", album, alias Monsieur Hubert Clavecin et ses rythmes
- 1962 - "dansez sur vos souvenirs", album, Monsieur Hubert Clavecin et ses rythmes avec Stéphane Grappelli
- 1964 - "Dansons la Bostella", alias Esperanza Gustino et son orchestre avec Honoré Bostel et Sacha Distel
- 1964 - compositeur pour Claude François : "Je sais"
- 1965 - "Même si tu revenais", pour Claude François
- 1965 - "Bostella, la samba de Balzac", alias Perez Pilar et son orchestre
- 1965 -  "Oh Yeah Yeah Yeah", single, Gérard Gustin and his quartet, Dionne Warwick en duo avec Sacha Distel
- 1966 - compositeur pour Sacha Distel : "Monsieur Cannibale", "L'incendie à Rio"
- 1968 - compositeur succès de Sacha Distel, pour Sacha Distel : "La bonne humeur", "Dansez sur les succès de  Sacha Distel", "Allez donc vous faire bronzer"
- 1970 - "Rallebol", Gérard Gustin / Marcel Zanini
- 1973 - "Opportunity", album avec le Stéphane Grappelli Quartet
- 1980 - "Tribute to Django", album avec le Stéphane Grappelli Quartet
- 1980 - Tata Yoyo, composé pour Annie Cordy
- 1982 - "Envoyez la musique", comédie musicale pour Annie Cordy signée Gérard Gustin et Jacques Mareuil
- 1982 - Générique du jeu télévisé "Atout Cœur" présenté par Patrick Sabatier pour TF1
- 1983 - Générique de l'émission télévisée "Porte Bonheur" présentée par Patrick Sabatier pour TF1
- 1984 - "Le chien abandonné", interprété par Jean Rochefort
- 1986 - Générique de "Cadichon" interprété par Annie Cordy, série télévisée d'animation française diffusée sur Canal Plus
- 1987 - indicatif radio de "C'est l'heure du rendez-vous" présenté par Patrick Sabatier sur RTL Radio
- 1990 - "Gérard Gustin Onztet", album, Label JSL, enregistrement public Jazz Club Lionel Hampton, Paris
- 1991 - "Aquarius", album avec le Stéphane Grappelli Quartet
- 1992 - "L'enfant de l'univers", comédie musicale avec Vincent Fernandel
- 1992 - "L'amour interdit", single interprété par Franck Fernandel et Nelly Gustin
- 1994 - "Cannes", chanson interprétée par Nelly Gustin et écrite par Jean-François Cancelloni, longtemps utilisée comme musique d'accueil par la mairie de Cannes
- 1995 - "Beatles go jazz" album nommé "Beatles songs" en France,, par le Modern Gustin Trio sous le label Double Play
- 2020 - "Grappelli with strings", Label Ouest, Bayard Musique éditions : "Ce coffret rassemblant 37 titres, dont 23 inédits, célèbre l'amitié du violoniste avec le pianiste, compositeur, arrangeur et chef d'orchestre Gérard Gustin ;;;"[5]  - Stéphane Grappelli, violon, Gérard Gustin, piano, direction et arrangements, Sacha Distel,guitare, Pierre Cullaz, guitare, Daniel Humair, batterie, Guy Pedersen, contrebasse, Léo Petit, guitare rythmique .

## Prix et Hommages
- 1975 - prix Vincent-Scotto de la SACEM - Société des Auteurs et Compositeurs de Musique
- 1976 - Rose d'Or d'Antibes